# Enggenabelte Kristallschnecke
Die Enggenabelte Kristallschnecke (Vitrea subrimata) ist eine in Mitteleuropa heimische Schnecken-Art der Kristallschnecken (Pristilomatidae) in der Unterordnung der Landlungenschnecken (Stylommatophora).

## Merkmale
Das rechtsgewundene, recht kleine Gehäuse ist sehr flach-kegelig. In der Seitenansicht ist das Gewinde kaum erhaben. Es wird 2,5 bis 5 mm breit und 1,3 bis 2,2 mm hoch. Im Adultstadium sind 4 bis 5 Windungen ausgebildet, die langsam und gleichmäßig zunehmen. Die letzte Windung erreicht das 1,2 bis 1,7fache der vorletzten Windung (von oben gesehen). Die Mündung steht leicht schräg zur Windungsachse. In der Frontalansicht ist die Windung stark durch die vorige Windung angeschnitten. Davon abgesehen ist die Mündung nur leicht quer-elliptisch, der den Anschnitt der vorigen Windung schräg-halbmondförmig. Der Mündungsrand ist gerade und läuft scharf aus. Eine Verdickung des Mundsaums fehlt meistens. Der Nabel ist sehr eng aber offen. Der Spindelrand ist zugespitzt und steht etwas vor. Beim lebenden Tier und sehr frischen Totgehäusen ist der Nabel oft mit einer Conchiolinhaut überdeckt.
Die Schale ist farblos und durchscheinend. Es sind schwache Anwachsstreifen vorhanden. Die Oberfläche ist stark glänzend.
Im männlichen Trakt des zwittrigen Geschlechtsapparates ist der Samenleiter (Vas deferens) sehr kurz. Er dringt apikal in den mäßig langen, dicken Penis ein. Apikal am Penis setzt auch der Penisretraktormuskel an. Der Penis enthält zwei bis drei dornförmige Stimulatoren. Im weiblichen Teil ist der freie Eileiter (Ovidukt) sehr kurz, die Vagina sehr lang; sie kann so lang oder sogar länger als der Penis sein. Im oberen Teil ist sie von der perivaginalen Drüse umschlossen. Die Spermathek ist rudimentär und nur ein kleiner wurmförmiger Fortsatz. Penis und Vagina öffnen sich in ein kurzes Atrium.

## Ähnliche Arten
Bei der Ungenabelten Kristallschnecke (Vitrea diaphana) ist der Nabel ganz geschlossen. Das Gehäuse ist größer und enger gewunden. Die Transsylvanische Kristallschnecke (Vitrea transsylvanica) ist ebenfalls ungenabelt, aber die Windungen sind etwas weiter gewickelt, und der Mündungsrand ist dorsal nach vorne gebogen. Die Weitgenabelte Kristallschnecke (Vitrea contracta) hat einen viel weiteren Nabel.

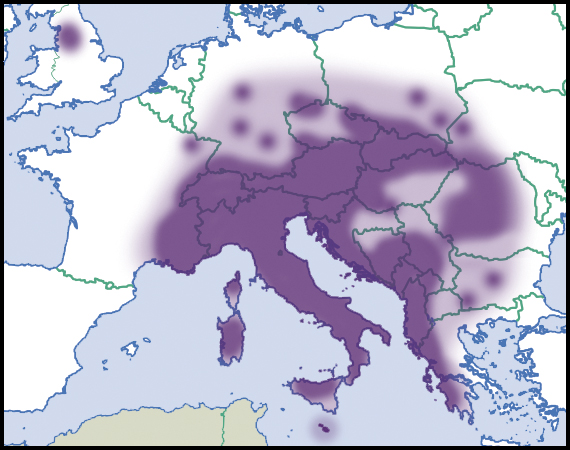
Verbreitung der Art in Europa (nach Welter-Schultes)

## Geographische Verbreitung und Lebensraum
Das Verbreitungsgebiet erstreckt sich hauptsächlich über die Alpen, die Apenninhalbinsel, den Karpatenbogen, den westlichen Balkan bis nach Westgriechenland. Die Art kommt auch auf Sardinien und Korsika vor, außerdem in Nordafrika. Außerhalb dieses Hauptverbreitungsgebietes gibt es isolierte Vorkommen in Deutschland, Ostfrankreich, England, sowie in Polen, der Westukraine und in Bulgarien.
Die Art bevorzugt in der Laubstreu von feuchten Bergwälder, zwischen Felsen und Geröll. In der Schweiz (Berner Alpen) steigt sie bis auf 2600 m über Meereshöhe an, in Bulgarien bis auf 2000 m. In England lebt sie in mehr offenen Habitaten in Höhen zwischen 250 und 600 m.

## Taxonomie
Das Taxon wurde 1820 von Otto Reinhardt als Hyalina subrimata erstmals beschrieben. Es wurde noch 1957 von Adolf Riedel als Varietät der Ungenabelten Kristallschnecke (Vitrea diaphana) angesehen. Bereits 1970 betrachtete er sie jedoch als eigenständige Art. Heute ist das Taxon allgemein als eigenständige Art anerkannt. Gelegentlich wird sie auch in die Untergattung Vitrea (Subrimata) A. Wagner, 1907 gestellt, dessen Typusart sie ist.

## Gefährdung
Nach Vollrath Wiese ist die Art in Deutschland gefährdet. Auch in der Roten Liste der Mollusken Sachsen wird sie als gefährdet eingestuft. In Österreich dagegen ist sie nicht gefährdet.